# Ficus vaccinioides
Ficus vaccinioides är en mullbärsväxtart som beskrevs av William Botting Hemsley, Amp; King och George King. Ficus vaccinioides ingår i släktet fikonsläktet, och familjen mullbärsväxter. Inga underarter finns listade i Catalogue of Life.